# Kim Seung-hee
Dans ce nom coréen, le nom de famille, Kim, précède le nom personnel.
Pour les articles homonymes, voir Kim.
Kim Seung-heui (en hangeul : 김승희) est une essayiste, poète et romancière sud-coréenne née en 1952.

## Biographie
Kim Seung-heui est née à Gwangju, le 1er mars 1952. Elle suit ses études au lycée des filles Jeonnam et se spécialise ensuite en anglais à l'université. Elle obtient un doctorat à l'université Sogang en littérature coréenne. En 1973, elle fait ses débuts littéraires quand son poème L'Eau dans le tableau (Geurim sogui mul) est publié dans le journal Kyunghyang. Elle travaille actuellement en tant que professeur à l'université Sogang,.

## Œuvres
Ses premiers récits sont marqués par un penchant pour une écriture abstraite, une volonté d'écrire sous l'égide de « l'art pour l'art. » Elle recourt ainsi parfois à un langage cru, elle ne s'impose pas de barrière quant au choix des mots, mais elle donne à ses phrases une tournure très libre. Ses écrits les plus récents sont plus orientés vers la réalité du quotidien et questionnent les chances de la liberté dans nos sociétés contemporaines.

## Distinctions
- Prix de poésie Sowol en 1991 pour Métonymie déambulant (Tteodoneun hwanyu)

### Poésie
- 태양미사 La Messe du soleil 1979
- 왼손을 위한 협주곡 Concerto pour la main gauche 1983
- 미완성을 위한 연가 Chanson d'amour pour un projet inachevé 1987,  (ISBN 89-300-1004-0).
- 달걀 속의 生 La Vie dans la coquille d'œuf 1989
- 어떻게 밖으로 나갈까 Comment aller à l'extérieur ? 1991

### Essai
- 고독을 가리키는 시계바늘 Les aiguilles de la montre indiquent la solitude 1976.
- 영혼은 외로운 소금밭 L'âme est un champ de sel 1980.
- 벼랑의 노래 Le Chant du précipice 1984.

### Roman
- 산타페로 가는 사람 La Personne en route pour Santa Fe 1997,  (ISBN 89-364-3645-7).
- 왼쪽 날개가 약간 무거운 새 L'Oiseau avec l'aile gauche un peu plus lourde. 1999,  (ISBN 89-7063-189-5).